# Grigori Kareline
Pour les articles homonymes, voir Kareline.
Grigori Silytch Kareline (en russe : Григо́рий Си́лыч Каре́лин, ISO 9 : Grigórij Sílyč Karélin), né en 1801 dans le gouvernement de Saint-Pétersbourg et mort le 29 décembre 1872 à Gouriev (aujourd'hui Atyraou), est un naturaliste et botaniste russe.

## Biographie
Karéline descend d'une famille de la noblesse de la province des environs de Saint-Pétersbourg. Il est orphelin tôt et il est élevé au premier corps de cadets de Saint-Pétersbourg (fondé en 1731). Il commence son service en 1817 comme sous-lieutenant d'artillerie. Le comte Araktcheïev remarque ses capacités et le fait entrer dans sa chancellerie en 1819. Cependant le jeune homme, après avoir plaisanté au sujet du comte avec ses camarades, est muté en février 1822 dans un régiment de Feldjäger stationné à Orenbourg. Il fait alors la connaissance d'un professeur de sciences naturelles de l'université de Kazan, Eduard Friedrich von Eversmann, qui l'initie à cette discipline. Karéline apprend ainsi la botanique, la zoologie et la minéralogie et restera fidèle à son professeur jusqu'à la fin de sa vie. Sa gaieté et sa bonne humeur le font apprécier de tous, du gouverneur-général au simple cosaque.
Karéline prend part à plusieurs expéditions scientifiques dans la région à partir de 1822. Ainsi en 1823 il part dans la steppe dans un but d'études topographiques. En 1824 et 1825, il se trouve dans les usines d'armement des forteresses de Sibérie afin d'étudier la fabrication des obus. Il en profite pour herboriser et rassembler des connaissances sur la géographie, l'ethnographie, et les sciences naturelles. Sa première véritable expédition de naturaliste s'effectue en 1826, année durant laquelle il donne sa démission de l'armée pour raison de santé. Il est admis à la Société impériale des naturalistes de Moscou en 1828. Il cartographie en 1828-1829  l'ancien khanat de Boukeï (devenu vassal de l'Empire) ce qui lui vaut de l'État le don d'une chevalière ornée de brillants.
Il entre le 9 mars 1831 au ministère des Affaires étrangères pour représenter l'Empire auprès du khan de Boukeï et envoyé en expédition pour déterminer les sources de la rivière Tobol et explorer la partie nord-est de la steppe de Kirghizie (aujourd'hui au Kazakhstan). On fait appel à ses services pour déterminer le meilleur emplacement pour faire construire une forteresse sur les bords nord-est de la mer Caspienne, entre 1832 et 1834. Il y commande une flottille de quatre navires et 170 hommes. Il en profite pour étudier la région de Kizyl-Taché, autour de la forteresse Novoalexandrovskoïe (aujourd'hui Fort Chevtchenko). Il en rapporte des collections remarquables et cartographie la région. L'État lui octroie en signe de reconnaissance une prime de six mille roubles et une pension à vie de huit cents roubles annuels et un rang plus élevé dans la table des rangs.
Il est désigné en 1836 pour mener une expédition scientifique et commerciale avec des buts politiques secrets, sur les bords méridionaux de la Caspienne à bord du bateau le Saint-Gabriel avec soixante-quatorze hommes. Karéline et ses collègues dessinent les rives orientales, avec une partie du Kara-Bogaz-Gol et s'aventurent à 1 200 kilomètres. Il étudie également l'embouchure de l'Ouzboï, l'une des rivières taries les plus anciennes de l'Amou-Daria. Il s'approche également des tribus nomades turkmènes du sud-est de la Caspienne et les persuade de devenir sujets de l'Empire, ce qu'ils acceptent. Mais en fait il sera nécessaire quarante ans plus tard de les soumettre lors de différentes campagnes militaires.
Karéline est muté en 1838 au ministère des Finances. La Société des naturalistes de Moscou l'envoie étudier l'Altaï, le Tarbagataou et l'Alataou, ainsi que la Dzoungarie. Il part avec son élève et protégé Ivan Kirilov (1821-1842) étudier la région des Sept-Rivières, le cours supérieur de l'Irtych et ses affluents. Il en rapporte un herbier considérable avec des spécimens zoologiques qui sont étudiés aussi bien par des Russes que par des étrangers et envoyés à divers musées. En 1841-1842 Karéline et Kirilov ont ainsi découvert huit nouveaux genres (dont Perovskia) et deux cent vingt-et-une nouvelles espèces de plantes. Kirilov meurt en 1842, rendant Karéline inconsolable. Il vit à Semipalatinsk de 1842 à 1845, ne se contentant que de quelques expéditions du côté du lac Zaïssan et de la rivière Boukhtarma.
Il décide de prendre sa retraite en 1845 et rejoint sa propriété de la région de Moscou. Il en part en 1849 pour retrouver la province d'Orenbourg, puis retourne jusqu'en 1852 à Moscou. Il passe les vingt dernières années de sa vie à Gouriev à se dédier à sa collection zoologique et à étudier les oiseaux migrateurs.

## Travaux
Karéline passe ses vingt dernières années à Gouriev à ses collections, mais peu avant sa mort un incendie en détruit une grande partie. Cependant ce qui est sauvé est étudié à sa juste valeur par des scientifiques. Il en est ainsi des cartes de l'ancien cours de l'Amou-Daria (1836) et une partie de son herbier qui est conservée à l'université de Saint-Pétersbourg, ainsi qu'une autre au jardin botanique de Saint-Pétersbourg. Un grand nombre de ses manuscrits ont disparu après sa mort.
Certains ont été légués à la Société des naturalistes de Saint-Pétersbourg et publiés par le professeur Bogdanov dans le tome X du bulletin de la Société des naturalistes de Saint-Pétersbourg (1868), sous l'intitulé Les voyages de Grigori Silytch Karéline en mer Caspienne. On y décrit ses expéditions et on y donne un compte rendu de certains de ses articles. Ses travaux considérés aujourd'hui comme les plus importants concernent la flore de l'Altaï et de la Dzoungarie.

## Hommages
- Christian Friedrich Lessing a nommé en son honneur un genre d'Asteraceae, Karelinia.

Espèces botaniques
- (Alliaceae) Allium karelinii Poljakov 1950
- (Apiaceae) Schumannia karelinii (Bunge) Korovin
- (Asteraceae) Askellia karelinii (Popov & Schischk.) W.A.Weber
- (Asteraceae) Saussurea karelinii Stschegl.
- (Boraginaceae) Lappula karelinii (Fisch. & C.A.Mey.) Kamelin
- (Poaceae) Arthratherum karelinii (Trin. & Rupr.) Tzvelev

Espèces animales
- Le papillon Axiopoena karelini, de la famille des Erebidae, a également été baptisé en son honneur.

## Publications
- Путешествия по Каспийскому морю [Voyages en mer Caspienne], "Зап. Русского географического общества" [bulletin de la Société géographique de Russie], 1883, tome 10.

## Famille
De son mariage à Orenbourg, Karéline a eu trois filles:
- Alexandra: épouse Kovalenskaïa, éducatrice et auteur de livres pour la jeunesse
- Sophie: épouse du fils aîné d'Eversmann
- Élisabeth: épouse du botaniste Andreï Beketov, et grand-mère du poète Alexandre Blok

## Source
- (ru) Cet article est partiellement ou en totalité issu de l’article de Wikipédia en russe intitulé « Карелин, Григорий Силыч » (voir la liste des auteurs).

Kar. est l’abréviation botanique standard de Grigori Kareline.
Consulter la liste des abréviations d'auteur en botanique ou la liste des plantes assignées à cet auteur par l'IPNI, la liste des champignons assignés par MycoBank, la liste des algues assignées par l'AlgaeBase et la liste des fossiles assignés à cet auteur par l'IFPNI.